# Melichthys
Melichthys – rodzaj morskich ryb rogatnicowatych.

## Klasyfikacja
Gatunki zaliczane do tego rodzaju:

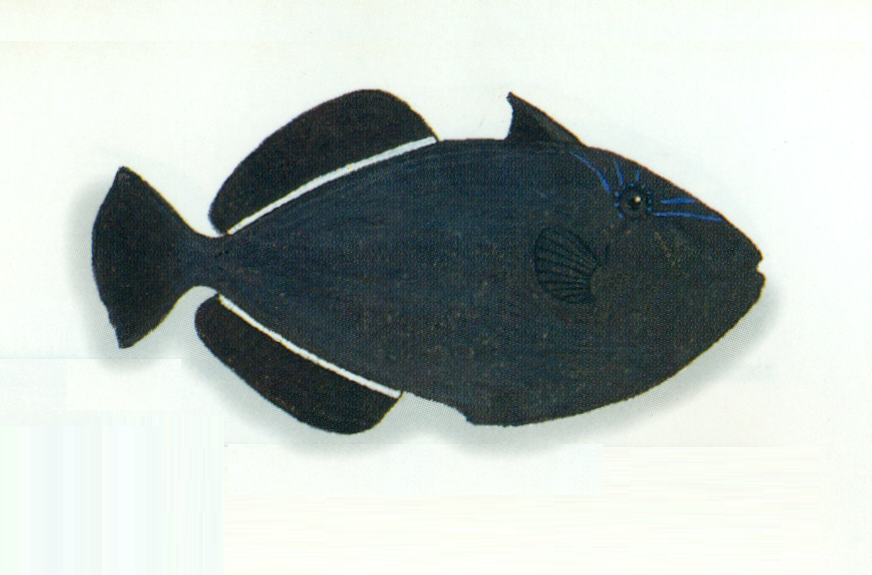
Melichthys indicus
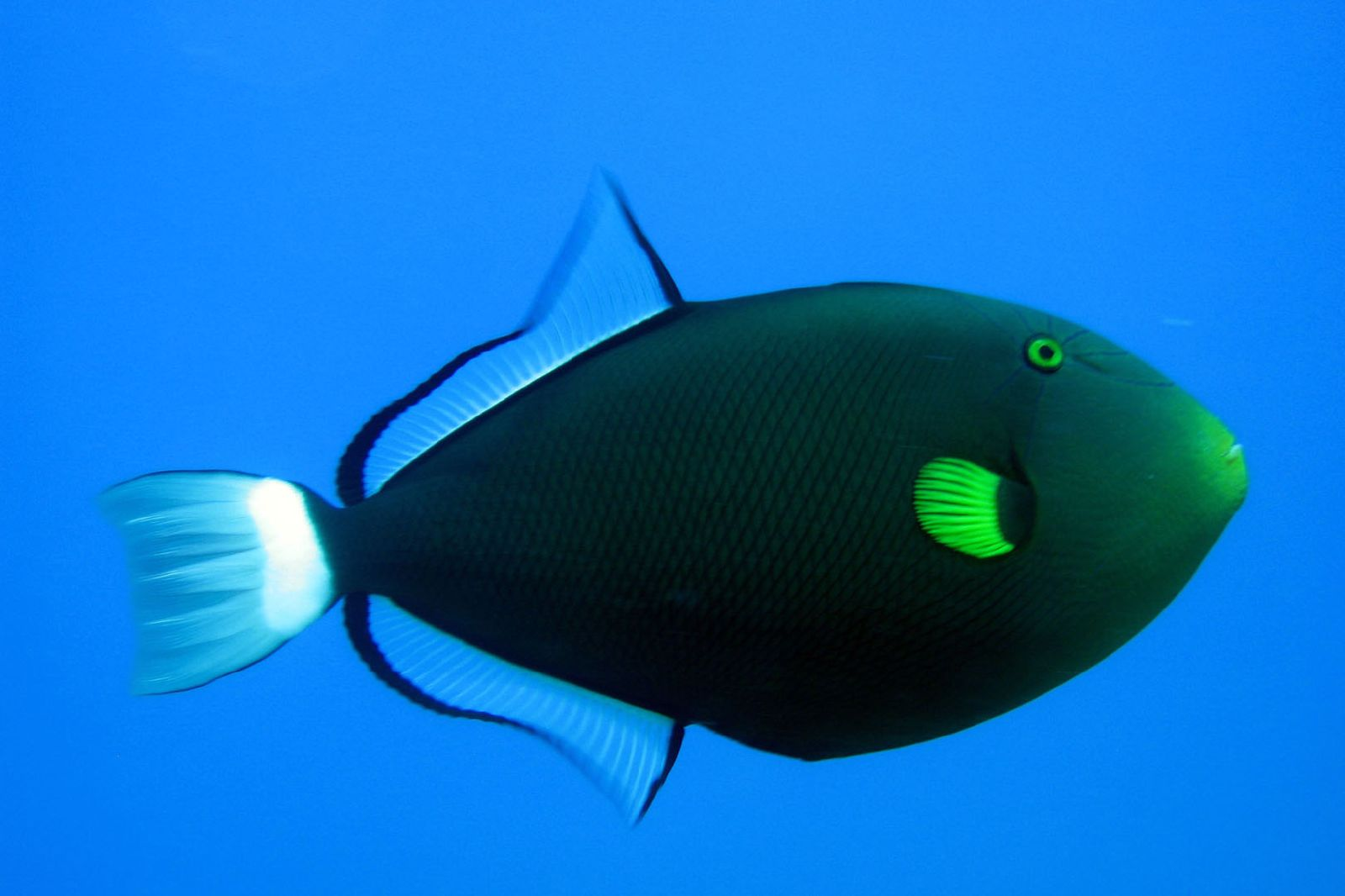
Melichthys niger
- Melichthys vidua

- Melichthys indicus
- Melichthys vidua